# Засоби масової інформації Габону
Засоби масової інформації в Габоні в основному контролюються урядом Габону. Хоча основні газети пов'язані з урядом, існують приватні мовники та приватні щотижневі газети, які здебільшого контролюються опозиційними партіями.
Є дві основні телевізійні станції. Одна з них — це французька радіомережа, а інша — провінційна станція.

## Преса
«L'Union», розташована в Лібревілі, є щоденною газетою, контрольованою урядом.

## Радіо
- «Радіо Frequence 3» (1996)[2]
- «Радіо Generation Novelle» (1996)[2]
- «Радіо Mandarine» (1995)[2]
- «Радіо Soleil» (1995)[2]
- «Радіо Unite» (1996)[2]

## Інтернет
До 2011 року було визначено, що приблизно 109 000 людей є користувачами Інтернету.

## Телекомунікації
Нафтові ресурси Габону та доходи від продажу нафти ставлять країну на одне з перших місць серед заможних країн Африки. Доходи в Габоні мають значні розбіжності. Однак валовий внутрішній прибуток є одним зі значно вищих за середній у порівнянні з іншими африканськими країнами. У 1999 році ринок телекомунікацій був лібералізований. Уряд створив незалежний регуляторний орган. Були видані ліцензії на мобільний зв'язок і дві ліцензії на надання послуг Інтернет-провайдерів (ISP). До 2008 року Gabon Telecom був приватизований, коли компанія Maroc Telecom, підконтрольна Vivendi, придбала велику кількість акцій. Діяльність Міністерства інформації, пошти та технологій у сфері телекомунікацій полягає у приватизації, поглинанні та видачі нових ліцензій. Це стосується фіксованого, мобільного та широкосмугового зв'язку. Габон має один з найбільш пройнятих ринків мобільного зв'язку в Африці. Основними постачальниками послуг є Zain, Libertis від Gabon Telecom і Moov від Etisalat.

## Свобода слова
Конституція Габону була прийнята 26 березня 1991 року. З моменту введення її в дію в 1991 році до неї було внесено п'ять поправок. Конституція захищає свободу слова та свободу преси. У фундаментальних принципах і правах Конституції друге право проголошує: «Свобода совісті, думки, переконань, вираження поглядів, спілкування і вільного сповідування релігії гарантується всім, за умови дотримання громадського порядку».